# 関数の台

コンパクトな台 [−1, 1] を持つ滑らかな関数の例。

数学における、ある函数の台（だい、英: support）とは、その函数の値が 0 とならない点からなる集合、あるいはそのような集合の閉包のことを言う。この概念は、解析学において特に幅広く用いられている。また、何らかの意味で有界な台を備える函数は、様々な種類の双対に関する理論において主要な役割を担っている。

## 定義
与えられた集合 X 上の函数 f が、Y(⊂ X) に台を持つ (supported in) とは、その函数 f が Y の外側 X ∖ Y で常に消えていることを言う。このとき、Y を部分集合として含む任意の集合（Y の拡大集合）Z に対して f は Z に台を持つことになるのは明らかであるから、函数 f の台 supp(f) は、f が台を持つような X の部分集合全ての交わりとして定義される。即ち、集合論的な意味でいう函数の台は
{\displaystyle \mathrm {supp} (f):=\{x\in X\mid f(x)\neq 0\}}
によって与えられる。解析学などの実際の文脈においては、交わりをとる部分集合に特定の望ましい性質（例えば閉、コンパクト性など）を仮定することが多く、しばしばそれらの性質が台 supp(f) 自身に遺伝する。
有限台集合 X を定義域とする函数 f が有限な台 (finite support) を持つとは、supp(f) が有限集合となること、即ち有限個の例外を除く全ての x ∈ X に対して f(x) = 0 を満たすことを言う。
閉台最もよくある状況というのが、X が（実数直線のような）位相空間で、f: X → R が連続函数となる場合で、この場合は f が台を持つかどうかを閉集合に対してしか考えない。つまり、f がその外側で消えているような閉集合 Z が存在するとき、f は Z に（位相的な）台を持つと言う。この意味において、f の（位相的な意味での）台 supp(f) は、f が台を持つ閉集合全ての交わりでありそれ自身が閉集合となる（任意個数の閉集合の交わりはやはり閉集合となるから）。これはまた集合論的な意味での台の閉包 supp(f) ≔ {x ∈ X | f(x) ≠ 0}  に等しい。
値域の一般化零元 0 を含むような任意の集合 M に対しても、写像 f: X → M の台の概念は直ちに定義できる。これに対して乗法的な類似対応を考えるならば、単位元 1 を持つ任意の代数的構造（例えばモノイドや群）M に対しても、（写像が消えているということについて）0 の代わりに 1 を宛てることで写像の台を考えることができる。

## 例
- 自然数全体の成す集合 N から整数全体の成す集合 Z への写像全体の成す族 ZN は、無限整数列全体の成す非可算無限集合になる。その部分族として有限台を持つ無限整数列全体の成す集合を考えると、有限台を持つ無限列とは零でない項が有限個しかない列（実質有限列）であるから、そのようなものは可算個しかない。

## コンパクト台付きの函数
函数 f が X にコンパクトな台を持つとは、f の台 supp(f) が X のコンパクト部分集合となることを言う。よくある状況として、適当な分離公理の下で、コンパクト集合の閉部分集合はまたコンパクトとなるから、この場合 f が X にコンパクト台を持つことと f が X のコンパクト部分集合に（位相的な意味での）台を持つこととは同値である。特に、コンパクト空間上の任意の連続函数はコンパクトな台を持つ。X が実数直線のときには、コンパクトな台を持つ函数とは即ち有界な台を持つ函数であり、従ってそのような函数は正負の無限遠点において消える。
ユークリッド空間上で定義されたコンパクト台を持つ滑らかな実数値函数は、隆起函数と呼ばれる。軟化子は隆起函数の重要な特別の場合で、超函数論において、滑らかではない（超）函数を畳み込みを通して近似する滑らかな函数列を作るのに用いられる。
素性の良い状況下であれば、コンパクト台付きの函数は無限遠で消える函数全体の成す空間において稠密に存在するのだが、この性質を先ほど与えた例に対して正当化するには、いくらか技巧的な議論を要する。より複雑な場合でも直観的には同じようなことだが、極限に関する言葉で言えば、任意の ε > 0 について、実数直線 R 上の無限遠点で消える任意の函数 f は、任意の x ∈ X に対して
{\displaystyle |f(x)-I_{C}(x)f(x)|<\varepsilon }
となるような R を近似するコンパクト部分集合 C を選ぶことにより、コンパクト台付き函数で近似することができる。ただし、IC は C の指示函数。

## 超函数の台
実数直線上のディラックのデルタ δ(x) のようなシュワルツ超函数にも、その台という概念を考えることができる。デルタ超函数に対する試験函数 F としては点 0 を含まないような台を持つ滑らかな函数を考える。このような試験函数に対しては δ(F) = 0 となる（シュワルツ超函数としての δ は試験函数 F を引数とする線型汎函数であった）から、超函数 δ の台 supp(δ) は一点集合 {0} と結論できる。実数直線上の測度（確率測度も含めて）はシュワルツ超函数の特別の場合であったから、測度の台も定義できる。
シュワルツ超函数 f と、ユークリッド空間の開集合 U について、台が U に含まれる任意の試験函数 φ に対して f(φ) = 0 が満たされるとき、超函数 f は U 上で消えているという。超函数 f が開集合族 Uα の上で消えているならば、∪ Uα に台を持つ任意の試験函数 φ に対して（1 の分割と台のコンパクト性を用いた簡単な議論で）f(φ) = 0 が言えるから、f の台 supp(f) を、f が消えるような最大の開集合の補集合として定義することができる。例えば先の例でみたように、デルタ超函数の台は supp(δ) = {0} である。

## 特異台
特にフーリエ解析の文脈では、超函数の特異台 (singular support) の研究に興味が持たれる。これは直観的には超函数が「その点で滑らかな函数になることができない」ような点全体の成す集合と解釈することができる。
例えば、ヘヴィサイドの階段函数のフーリエ変換は（点 x = 0 を外にすれば）定数の違いを除いて逆数函数 1/x と考えることができる。明らかに x = 0 は特別な点なのだけれども、もっと明確な言い方をするならこの変換函数は（0 を含む台を持つ試験函数に対する）超函数として特異台 {0} を持つということなのだが、これを函数としての性質と考えては正確に表すことはできない。広義積分のコーシー主値の応用としてならば言い表せる。
多変数の超函数に対する特異台を考えると、波面集合を定義したり、ホイヘンスの原理を解析学の言葉で理解したりすることができるようになる。また特異台を考えることは、超函数同士を掛け算すると言ったような超函数論特有の現象の理解にも役に立つ（例えばデルタ超函数を平方することはできないという現象は、本質的には超函数同士が掛け算できるにはそれぞれの特異台が互いに素でなければならないことによる）。

## 層の理論における台
カルタンの定義した位相空間 X 上の台の族 (family of supports) という抽象概念は層の理論によく馴染む。ポアンカレ双対性を非コンパクト多様体に拡張してやれば、「コンパクト台」の概念はこの双対性の片方から自然に入れることができる。
Bredon 1997 にこれらの定義が与えられている。X の閉集合族 Φ が台の族であるとは、それが下方閉かつ有限合併に関して閉じているときに言う。台の族の大きさ (extent) は Φ に亙る合併をいう。台の族のパラコンパクト化は、任意の Y ∈ Φ が相対位相に関してパラコンパクト空間になるというだけではなくて、Y が適当な Z ∈ Φ を近傍に持つことまで要求する。X が局所コンパクト空間でハウスドルフと仮定すると、X のコンパクト部分集合全体の成す族はこの追加の条件も満たして、パラコンパクト化できる。